# Pierre-Auguste Renoir

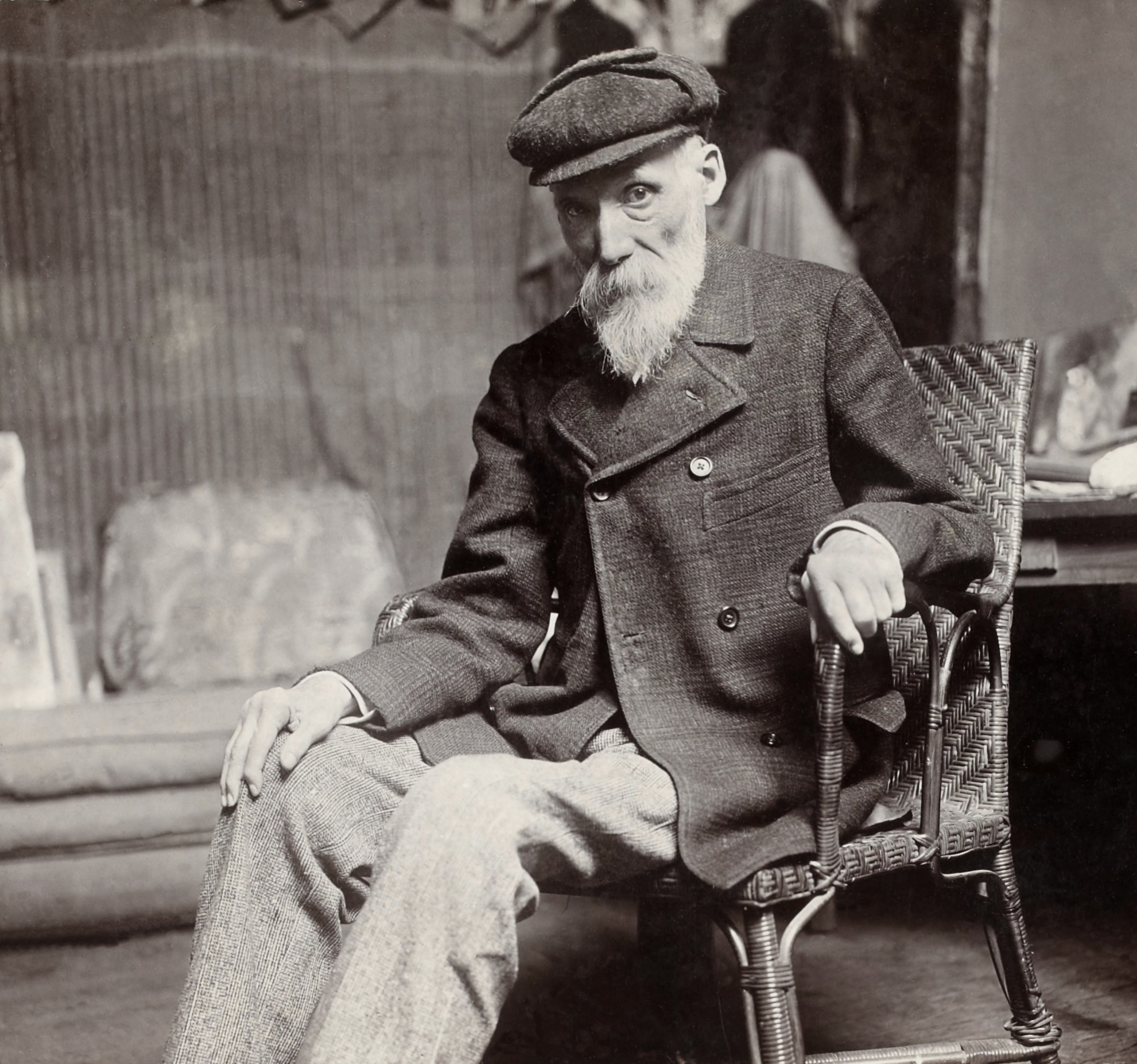
Pierre-Auguste Renoir, ca.1910

Pierre-Auguste Renoir (Llemotges, 25 de febrer de 1841 - 3 de desembre de 1919), és un dels més cèlebres pintors francesos. No és fàcil classificar-lo, va pertànyer a l'escola impressionista, però es va separar d'ella ràpidament pel seu interès per la pintura de cossos femenins sobre els paisatges, el pintor Rafael va tenir una gran influència en ell.
L'objectiu dels impressionistes era aconseguir una representació del món espontània i directa. Renoir, ofereix una interpretació més sensual de l'impressionisme. Es posa en relació amb els pintors del segle xviii que mostraven la societat galant del Rococó. En les seves creacions mostra l'alegria de viure, fins i tot quan els protagonistes són treballadors. Sempre són personatges que es diverteixen, en una natura agradable. Va tractar temes de flors, escenes dolces de nens i dones i sobretot el nu femení, que recorda a Rubens per les formes gruixudes. Renoir posseeix una vibrant i lluminosa gamma de colors que fa d'ell un impressionista molt especial. La llotja, El gronxador, Ball al Moulin de la Galette, Le dèjeuner des canotiers, Les grans banyistes, són algunes de les seves obres més representatives.

## Biografia

### Infància
Nascut en el si d'una família humil, va ser el sisè dels set fills del sastre Léonard Renoir i la costurera Marguerite Merlet. El 1844, els Renoir es van traslladar a París, des de la seva Llemotges natal, on el pare esperava millorar la seva situació econòmica. El 1848, va començar a assistir a una escola religiosa dirigida pels Germans de les Escoles Cristianes. Donada la seva gran habilitat pel solfeig, els seus mestres el van incloure en la coral de joves homes de l'església de Saint-Eustache, dirigida pel compositor Charles Gounod. El 1854, va abandonar els seus estudis a l'escola i va ser enviat al taller dels germans Lévy amb la finalitat que aprengués sobre l'art de la pintura en porcellana. Segons Edmond Renoir, el seu germà menor, el seu desig de forjar una carrera artística era ja apreciable des de la seva infantesa, quan Auguste dibuixava sobre les parets amb trossos de carbó. L'aprenent va anar prenent el gust a l'ofici: en finalitzar el dia, carregant un cartó més gran que ell, acudia a cursos gratuïts de dibuix. Tot això va durar dos o tres anys. Demostrava un ràpid progrés i, després d'uns mesos d'aprenentatge, se li va confiar regularment la realització de treballs assignats als obrers experimentats, la qual cosa li va valer més d'una burla. Émile Laporte, un dels obrers dels Lévy, practicava per gust la pintura a l'oli i li va permetre al jove fer ús de les seves teles i els seus colors. Després d'examinar la primera pintura a l'oli d'Auguste Renoir en el modest estatge dels Renoir sobre el carrer Argenteuil, Laporte va aconsellar als seus pares que li permetessin estudiar la pintura d'art, perquè li augurava un prometedor futur com a pintor. Auguste Renoir mai va veure un impediment en els seus orígens humils, i afirmava que d'haver nascut en un entorn d'intel·lectuals, hauria necessitat anys per a despullar-se de les seves idees i aconseguir veure les coses tal qual eren.
En l'ampli pati del Louvre, d'on els Renoir no vivien lluny, el petit Auguste Renoir jugava a policies i lladres amb altres nois. Per a ell era completament natural entrar a l'antic palau real convertit en cèlebre museu després de la Revolució, on amb freqüència entrava a les galeries d'escultura antiga per a romandre allí durant hores. No obstant això, les expedicions del petit Renoir no es limitaven als voltants del Louvre. La seva sensació orgànica i gairebé física ―que es remuntava a la seva infantesa― de formar part de la ciutat deixarà una petjada en el seu treball artístic. Renoir veia bellesa en els estrets carrers del París medieval, en la bigarrada arquitectura gòtica, en les venedores del mercat que mai portaven cotilla, i per això mateix sofria davant la destrucció del vell París. La seva infància i joventut van coincidir amb el començament de l'era de la modernització i de les grans reconstruccions de la ciutat.

### Joventut

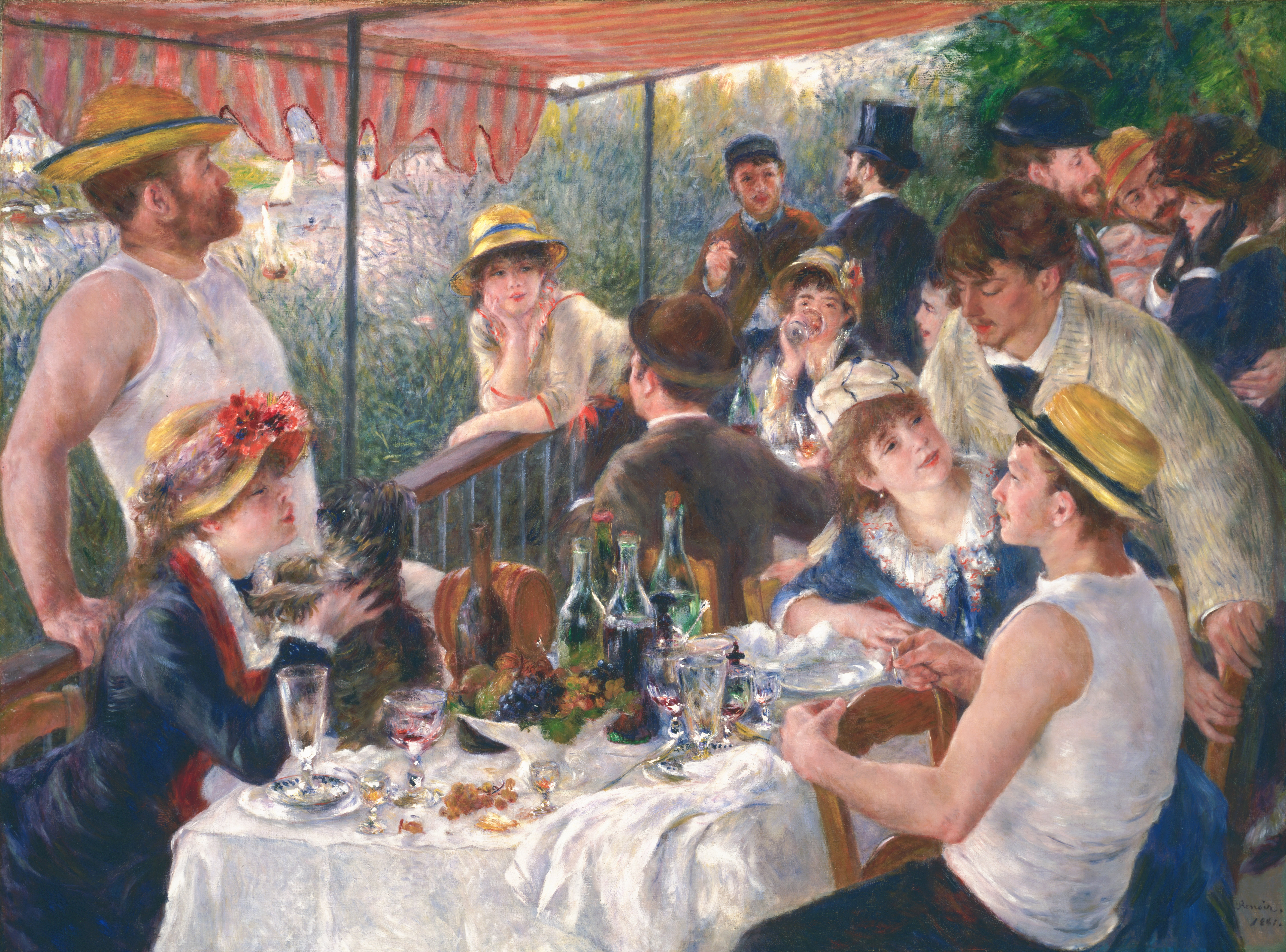
L'esmorzar dels remers. Oli. 1881

Bal du Moulin de la Galette

El 1858, a l'edat de 17 anys, Renoir pintava ventalls i acoloria escuts d'armes per al seu germà Henri, gravador heràldic. En aquesta activitat va adquirir el gust per les peces de gran lluminositat i de pinzellades ràpides. Probablement el 1859, va treballar durant algun temps a la casa Gilbert, sobre el carrer Bac, on pintava persianes de paper translúcid que feien les vegades de vitralls a les rudimentàries capelles dels missioners. Durant aquests anys, va comprar per a ús professional el material necessari per a la pintura a l'oli i va fer els seus primers retrats. Entre els arxius del Louvre, es conserva l'autorització, amb data de 1861, que li va ser atorgada per a copiar quadres a les sales del museu. El 1862, al captar atenció per les pintures que va haver de fer en unes missions religioses, va aprovar l'examen d'ingrés a l'Escola de Belles Arts. Al mateix temps, freqüentava un taller lliure en el qual ensenyava Charles Gleyre, professor d'aquella institució.
Durant aquesta etapa, va conèixer al taller de Gleyre a aquells que serien els seus millors amics i companys en l'art al llarg de tota la seva vida. Allí es va forjar una sòlida amistat entre ell, Claude Monet, Frédéric Bazille i Alfred Sisley, que sovint anaven a pintar junts a l'aire lliure al bosc de Fontainebleau. Bazille seria el primer a convocar als seus companys a reunir-se en un grup. Tanmateix, això no va ocórrer sinó fins al cap de la seva mort en combat durant la guerra francoprussiana, de manera que el jove Bazille mai va tenir l'oportunitat d'exposar al costat de la resta del grup i rebre el títol de «impressionista». Renoir contava que havia estat justament ell qui havia portat a Sisley al taller del seu mestre, encara que és possible que no tingués raó i que Sisley hagués arribat allí pel seu compte. Renoir va obtenir excel·lents resultats en els concursos obligatoris de dibuix, de perspectiva, d'anatomia i de semblança, la qual cosa demostrava de manera irrefutable el fructífer dels seus anys de treball al taller de Gleyre.
El període d'estudi amb Gleyre no es va prolongar massa. El 1863, tots els membres del grup es van veure obligats a deixar el taller degut al seu tancament, encara que Jean Renoir, fill de Auguste, estima que el seu pare degué abandonar-lo fins i tot abans, ja que no tenia diners per a pagar els seus estudis. Va començar llavors una etapa de pobresa, però també de noves trobades, descobriments en la pintura i noves amistats.

#### Els primers quadres
Els seus primers quadres d'estil clàssic, romàntic i realista no van ser inicialment ben rebuts per la crítica. No obstant això, la primera obra que exposa en la galeria l'Esméralda el 1864 va rebre una molt bona acollida, però després de l'exposició la va destruir.
Va pintar gran quantitat de paisatges i de cossos humans, principalment femenins (sobretot el de Lise Tréhot qui va ser la seva amant). Aquesta jove va tenir una importància vital en l'obra del pintor, atès que al trencar-se la relació, va haver un canvi en l'estil de l'autor.
La carrera de Renoir realment s'inicia el 1867 amb l'exposició de la Lise à l'ombrelle. El període impressionista de Renoir dura entre 1870 i 1883. Pinta gran quantitat de paisatges però les seves obres més característiques tenen per tema la vida social urbana. En tots els seus temes l'èmfasi el posa en la joventut i la vitalitat. La seva més gran obra durant aquest període és Déjeuner des canotiers. D'aquesta època data la seva Retrat de Madame Charpentier, encara impressionista.

### Maduresa

#### Període Ingresc
Després del seu viatge a Itàlia, decideix revisar el seu estil. Els contorns dels seus personatges es tornen més precisos. Dibuixa les formes amb gran precisió, els colors es tornen més freds. Al convertir-se en pare per primera vegada deixa la pintura per un temps. En tornar al treball realitza la més important obra d'aquest període Les grans banyistes, quadre que va trigar tres anys a completar.
De 1890 a 1900, Renoir canvia novament el seu estil. Ara és una barreja dels seus estils impressionista i ingresc. Manté els temes Ingres però amb la fluïdesa en les pinzellades del seu període impressionista. La seva primera obra d'aquest període  Jeunes filles au piano, és adquirida per França per a ser exposada al Museu de Luxemburg.

#### Trasllat al Midí - Període de Cagnes
El 1894, Renoir és pare per segona vegada. La mainadera dels seus fills, Gabrielle Renard, es converteix en un dels seus models preferits. Entre 1900 i 1919, Renoir entra al seu període de Cagnes. El 1903, es va traslladar amb la seva família a Canha de Mar (Cagnes-sud-Med en francès), ja que el clima de la regió era més favorable per al seu delicat estat de salut. Després d'haver conegut diverses residències al barri antic, Renoir va adquirir el Domaine des Collettes, en un vessant a l'est de Canha, per a salvar les venerables oliveres l'ombra de les quals admirava i que un potencial comprador amenaçava amb destruir. Aline Charigot va fer construir allí l'última casa del seu marit, on passaria els seus últims dies sota el sol del sud, ben protegit pel seu inseparable barret. Viu allí amb la seva esposa Aline i els seus fills, així com amb els seus servents, sovint també amb molts amics, que l'ajuden en la seva vida quotidiana, preparen els seus llenços i els seus pinzells. Les obres d'aquest període són essencialment retrats, nus, natures mortes i escenes mitològiques. Amb el naixement del seu tercer fill el 1901 la seva pintura pren un nou matís. Les seves pintures són brillants, el seu material pictòric més fluid, guanya en transparència. Cossos femenins rodons i sensuals brillen amb vida. Però el reumatisme deformant el va obligar gradualment, cap a 1905, a deixar de caminar. A la seva propietat pintava en un estudi que va erigir al seu jardí el 1916, pocs anys abans de la seva mort.
Renoir és en aquest moment una personalitat important en el món de l'art occidental, exposa en tot Europa i els Estats Units, participa als Salons d'Automne de París. La llibertat material que va adquirir no li va fer perdre el sentit de la realitat i el seu gust per les coses senzilles, va continuar pintant en l'univers rústic del Domaine des Collettes. Prova noves tècniques, i en particular es dedica a l'escultura, animat pel marxant d'art Ambroise Vollard, encara que les seves mans estan deformades per l'artritis reumatoide.
El pintor Lucien Mignon va ser íntim amic de Renoir a Canha de Mar i va estar influït pel seu estil. També va tenir com a amics pròxim a Ferdinand Deconchy.

### Últims anys i mort
Gabrielle continuava posant per al pintor, així com altres models que s'havien tornat gairebé part de la família. Una dels seus últimes models seria una jove pèl-roja anomenada Andrée, amb qui Jean es casaria més tard, després de la mort del seu pare. En els últims anys de la seva vida, Renoir va abraçar la idea d'una gran composició feta de nus. El 1887, havia acabat el seu quadre Les grans banyistes, l'estil de les quals, un xic dur a la manera d'Ingres, és característic del seu treball en aquell moment. Apareixen nus femenins al Gran Nu (Nu sobre els coixins) (1907), Banyista assecant-se la cama (cap a 1910), Després del bany (1912), El judici de Paris (1913-1914), Les banyistes (1918-1919), etc. Amb els anys, es va arrelar en ell el gust per una pintura decorativa, inspirada en els grans italians.
El 1915, la mort d'Aline va sumir a Renoir en la solitud; ja en cadira de rodes, continua pintant per a ofegar la seva pena. Els seus fills Pierre i Jean van ser ferits durant la Primera Guerra Mundial. Renoir segueix, malgrat tot, pintant fins a la seva mort el 1919. Hauria demanat, en el seu llit de mort, un llenç i pinzells per a pintar el ram de flors que hi havia en l'ampit de la finestra. En retornar-li els pinzells a la infermera per última vegada, es diu que va dir: “Crec que començo a entendre alguna cosa sobre aquest tema".
Renoir va morir víctima d'una pneumònia al Domaine des Collettes el 2 de desembre de 1919, quan acabava de finalitzar la seva última naturalesa morta.
Al principi, va ser enterrat al costat de la seva dona en l'antic cementiri del castell de Niça i, dos anys i mig després, el 7 de juny de 1922, les restes del matrimoni Renoir van ser traslladats al departament d'Aube on van reposar. ara en el cementiri d'Essoyes, com havien desitjat Renoir i la seva dona. Des de llavors, Pierre i Jean, i més tard les cendres de Dido Renoir, la segona esposa de Jean, comparteixen el seu lloc d'enterrament.
Pierre-Auguste Renoir moriria el 3 de desembre de 1919 després de visitar per última vegada el Louvre on ja s'exposaven les seves pintures, tot passada una forta pneumònia, i seria enterrat als tres dies a Essoyes al costat de la seva esposa.
Va ser pare del destacat cineasta francès Jean Renoir. Com els restants impressionistes, va ser un autor absent als museus espanyols fins a l'obertura del Museu Thyssen-Bornemisza.
La Col·lecció Carmen Thyssen-Bornemisza, exposada en una ampliació del mateix museu, conta també amb exemples seus. La Casa d'Alba compte amb un Bust de dona amb barret de cireres (Palau de Llíria, Madrid) que va ser adquirit per l'actual duquessa en la seva joventut.

## Algunes obres destacades
- Paisatge nevat (circa 1875)
- Ram de flors en una llotja (c. 1880)
- Dona nua en un paisatge (1883)
- Dona amb carta (c. 1890-1895)
- Retrat de dues nenes (1890-1892)
- Noies al piano (c. 1892)
- Pomes i peres (c. 1895)
- Banyista de cabells llargs (c. 1895)
- Gabrielle i Jean (1895-1896)
- Flors dins d'un gerro (c. 1898)
- Yvonne i Christine Lerolle al piano (c. 1897)
- Maduixes (c. 1905)
- Claude Renoir jugant (c. 1905)
- Ram de tulipes (c. 1905)
- Claude Renoir vestit de pallasso (1909)
- La rossa de la rosa (c. 1915-1917)[18]